# Coupe du monde de bobsleigh 2023-2024
Navigation
Édition précédente Édition suivante
La coupe du monde de bobsleigh 2023-2024 est la 40e édition de la Coupe du monde de bobsleigh, compétition de bobsleigh organisée annuellement par la Fédération internationale de bobsleigh et de tobogganing.
Elle se déroule entre le 17 novembre 2023 et le 23 mars 2024 sur 8 étapes organisées en Asie, en Europe et en Amérique du Nord en coopération avec la Coupe du monde de skeleton.
Les championnats du monde de bobsleigh se déroulent à Winterberg entre le 19 février 2024 et le 3 mars 2024.
Les vainqueurs du classement général monobob féminin, bob à 2 (femmes et hommes), bob à 4 masculin et combinés (femmes et hommes) se voient remettre un gros Globe de cristal.
En raison de l'Invasion de l'Ukraine par la Russie en 2022, les athlètes russes et biélorusses sont interdits pour une seconde année consécutive de compétition pour toute la saison.

## Attribution des points
Les manches de Coupe du monde donnent lieu à l'attribution de points, dont le total détermine le classement général de la Coupe du monde.
Ces points sont attribués selon cette répartition :
| Place  | 1   | 2   | 3   | 4   | 5   | 6   | 7   | 8   | 9   | 10  | 11  | 12  | 13  | 14  | 15  | 16 | 17 | 18 | 19 | 20 | 21 | 22 | 23 | 24 | 25 | 26 | 27 | 28 | 29 |
| ------ | --- | --- | --- | --- | --- | --- | --- | --- | --- | --- | --- | --- | --- | --- | --- | -- | -- | -- | -- | -- | -- | -- | -- | -- | -- | -- | -- | -- | -- |
| Points | 225 | 210 | 200 | 192 | 184 | 176 | 168 | 160 | 152 | 144 | 136 | 128 | 120 | 112 | 104 | 96 | 88 | 80 | 74 | 68 | 62 | 56 | 50 | 45 | 40 | 36 | 32 | 28 | 24 |

## Tableau d'honneur
| Discipline | Homme                            | Femme                            |
| ---------- | -------------------------------- | -------------------------------- |
| Combiné    | Francesco Friedrich              | Laura Nolte                      |
| Monobob    | Épreuve inexistante à cette date | Lisa Buckwitz                    |
| Bob à 2    | Francesco Friedrich              | Laura Nolte                      |
| Bob à 4    | Francesco Friedrich              | Épreuve inexistante à cette date |

## Classements généraux[6]
| Rang | Nom                 | Points |
| ---- | ------------------- | ------ |
| 1    | Francesco Friedrich | 1675   |
| 2    | Johannes Lochner    | 1512   |
| 3    | Adam Ammour         | 1410   |
| 4    | Michael Vogt        | 1403   |
| 5    | Emīls Cipulis       | 1344   |

| Rang | Nom                 | Points |
| ---- | ------------------- | ------ |
| 1    | Francesco Friedrich | 1745   |
| 2    | Emīls Cipulis       | 1529   |
| 3    | Johannes Lochner    | 1515   |
| 4    | Simon Friedli       | 1392   |
| 5    | Patrick Baumgartner | 1290   |

| Rang | Nom                 | Points |
| ---- | ------------------- | ------ |
| 1    | Francesco Friedrich | 3420   |
| 2    | Johannes Lochner    | 3027   |
| 3    | Emīls Cipulis       | 2873   |
| 4    | Simon Friedli       | 2688   |
| 5    | Patrick Baumgartner | 2570   |

| Rang | Nom                 | Points |
| ---- | ------------------- | ------ |
| 1    | Laura Nolte         | 1720   |
| 2    | Kim Kalicki         | 1683   |
| 3    | Lisa Buckwitz       | 1539   |
| 4    | Melanie Hasler      | 1488   |
| 5    | Elana Meyers Taylor | 1240   |

| Rang | Nom                 | Points |
| ---- | ------------------- | ------ |
| 1    | Lisa Buckwitz       | 1644   |
| 2    | Breeana Walker      | 1549   |
| 3    | Laura Nolte         | 1547   |
| 4    | Kaysha Love         | 1516   |
| 5    | Elana Meyers Taylor | 1508   |

| Rang | Nom            | Points |
| ---- | -------------- | ------ |
| 1    | Laura Nolte    | 3267   |
| 2    | Lisa Buckwitz  | 3183   |
| 3    | Melanie Hasler | 2850   |
| 4    | Kaysha Love    | 2748   |
| 5    | Breeana Walker | 2741   |

## Calendrier
| 1. Yanqing (17 novembre 2023 au 19 novembre 2023) |                                                                           |                                                                              |                                                                        |
| Épreuve                                           | Vainqueur                                                                 | Deuxième                                                                     | Troisième                                                              |
| Bob à 2 - Hommes                                  | Allemagne Johannes Lochner Georg Fleischhauer                             | Allemagne Francesco Friedrich Alexander Schüller                             | Suisse Michael Vogt Sandro Michel                                      |
| Bob à 4 - Hommes                                  | Allemagne Johannes Lochner Georg Fleischhauer Erec Bruckert Florian Bauer | Allemagne Francesco Friedrich Thorsten Margis Alexander Schüller Candy Bauer | Chine Sun Kaizhi Ding Song Ye Jielong Zhen Heng                        |
| Bob à 4 - Hommes                                  | Allemagne Johannes Lochner Georg Fleischhauer Joshua Tasche Florian Bauer | Italie Patrick Baumgartner Eric Fantazzini Robert Mircea Lorenzo Bilotti     | Allemagne Francesco Friedrich Thorsten Margis Felix Straub Candy Bauer |

| 2. La Plagne (8 décembre 2023 au 10 décembre 2023) |                                                                               |                                                                           |                                                                     |
| Épreuve                                            | Vainqueur                                                                     | Deuxième                                                                  | Troisième                                                           |
| Bob à 2 - Hommes                                   | Suisse Michael Vogt Sandro Michel                                             | Allemagne Johannes Lochner Georg Fleischhauer                             | Allemagne Francesco Friedrich Thorsten Margis                       |
| Bob à 4 - Hommes                                   | Allemagne Francesco Friedrich Thorsten Margis Alexander Schüller Felix Straub | Allemagne Johannes Lochner Florian Bauer Erec Bruckert Georg Fleischhauer | Allemagne Adam Ammour Benedikt Hertel Nick Stadelmann Rupert Schenk |
| Monobob - Femmes                                   | Kaysha Love                                                                   | Melanie Hasler                                                            | Andreea Grecu                                                       |
| Bob à 2 - Femmes                                   | Allemagne Laura Nolte Neele Schuten                                           | Allemagne Kim Kalicki Leonie Fiebig                                       | États-Unis Elana Meyers Taylor Emily Renna                          |

| 3. Igls (15 décembre 2023 au 17 décembre 2023) |                                                                           |                                                                           |                                                                        |
| Épreuve                                        | Vainqueur                                                                 | Deuxième                                                                  | Troisième                                                              |
| Bob à 2 - Hommes                               | Allemagne Johannes Lochner Georg Fleischhauer                             | Allemagne Francesco Friedrich Alexander Schüller                          | Allemagne Adam Ammour Issam Ammour                                     |
| Bob à 4 - Hommes                               | Allemagne Francesco Friedrich Candy Bauer Alexander Schüller Felix Straub | Allemagne Johannes Lochner Erec Bruckert Joshua Tasche Georg Fleischhauer | Lettonie Emīls Cipulis Dāvis Spriņģis Matīss Miknis Krists Lindenblats |
| Monobob - Femmes                               | Lisa Buckwitz                                                             | Breeana Walker                                                            | Laura Nolte                                                            |
| Monobob - Femmes                               | Lisa Buckwitz                                                             | Kaysha Love                                                               | Breeana Walker                                                         |
| Bob à 2 - Femmes                               | Allemagne Lisa Buckwitz Vanessa Mark                                      | Allemagne Kim Kalicki Leonie Fiebig                                       | Allemagne Laura Nolte Neele Schuten                                    |

| 4. Saint-Moritz (12 janvier 2024 au 14 janvier 2024) |                                                                           |                                                                              |                                                                           |
| Épreuve                                              | Vainqueur                                                                 | Deuxième                                                                     | Troisième                                                                 |
| Bob à 2 - Hommes                                     | Allemagne Johannes Lochner Georg Fleischhauer                             | Allemagne Francesco Friedrich Alexander Schüller                             | Suisse Michael Vogt Sandro Michel                                         |
| Bob à 4 - Hommes                                     | Allemagne Johannes Lochner Florian Bauer Erec Bruckert Georg Fleischhauer | Allemagne Francesco Friedrich Thorsten Margis Candy Bauer Alexander Schüller | Lettonie Emīls Cipulis Dāvis Spriņģis Lauris Kaufmanis Krists Lindenblats |
| Monobob - Femmes                                     | Lisa Buckwitz                                                             | Laura Nolte                                                                  | Breeana Walker                                                            |
| Bob à 2 - Femmes                                     | Allemagne Laura Nolte Neele Schuten                                       | Allemagne Lisa Buckwitz Laurynn Siebert                                      | Suisse Melanie Hasler Mara Morell                                         |

| 5. Lillehammer (26 janvier 2024 au 28 janvier 2024) |                                                                               |                                                                           |                                                                   |
| Épreuve                                             | Vainqueur                                                                     | Deuxième                                                                  | Troisième                                                         |
| Bob à 2 - Hommes                                    | Allemagne Johannes Lochner Georg Fleischhauer                                 | Allemagne Francesco Friedrich Alexander Schüller                          | Allemagne Adam Ammour Benedikt Hertel                             |
| Bob à 4 - Hommes                                    | Allemagne Francesco Friedrich Thorsten Margis Alexander Schüller Felix Straub | Allemagne Johannes Lochner Florian Bauer Erec Bruckert Georg Fleischhauer | Royaume-Uni Brad Hall Leon Greenwood Taylor Lawrence Greg Cackett |
| Monobob - Femmes                                    | Kaysha Love                                                                   | Breeana Walker                                                            | Lisa Buckwitz                                                     |
| Bob à 2 - Femmes                                    | Allemagne Kim Kalicki Leonie Fiebig                                           | Allemagne Laura Nolte Neele Schuten                                       | États-Unis Kaysha Love Azaria Hill                                |

| 6. Sigulda (2 février 2024 au 4 février 2024) |                                       |                                        |                                               |
| Épreuve                                       | Vainqueur                             | Deuxième                               | Troisième                                     |
| Bob à 2 - Hommes                              | Allemagne Adam Ammour Benedikt Hertel | Suisse Michael Vogt Sandro Michel      | Allemagne Francesco Friedrich Matthias Sommer |
| Monobob - Femmes                              | Lisa Buckwitz                         | Andreea Grecu                          | Laura Nolte Elana Meyers Taylor               |
| Bob à 2 - Femmes                              | Allemagne Kim Kalicki Leonie Fiebig   | Allemagne Laura Nolte Claudia Schüßler | Allemagne Lisa Buckwitz Vanessa Mark          |
| Bob à 2 - Femmes                              | Allemagne Laura Nolte Neele Schuten   | Allemagne Kim Kalicki Anabel Galander  | Suisse Melanie Hasler Mara Morell             |

| 7. Altenberg (16 février 2024 au 18 février 2024) | |                                               |                                                                |
| Épreuve                                           | Vainqueur | Deuxième                                      | Troisième                                                      |
| Bob à 2 - Hommes                                  | Allemagne Adam Ammour Costa Laurenz | Allemagne Francesco Friedrich Thorsten Margis | Corée du Sud Kim Jin-su Kim Hyeong-geun                        |
| Bob à 4 - Hommes                                  | Allemagne Francesco Friedrich Candy Bauer Alexander Schüller Felix Straub Lettonie Emīls Cipulis Dāvis Spriņģis Matīss Miknis Krists Lindenblats |                                               | Suisse Simon Friedli Pascal Moser Luca Rolli Dominik Schläpfer |
| Monobob - Femmes                                  | Laura Nolte | Elana Meyers Taylor                           | Lisa Buckwitz                                                  |
| Bob à 2 - Femmes                                  | Allemagne Laura Nolte Deborah Levi | Allemagne Kim Kalicki Anabel Galander         | Roumanie Andreea Grecu Teodora Andreea Vlad                    |

|                                                                        |  |  |  |  |  |  |
| Winterberg Championnats du monde IBSF 2024 (19 février au 3 mars 2024) |  |  |  |  |  |  |
|                                                                        |  |  |  |  |  |  |

| 8. Lake Placid (22 mars 2024 au 23 mars 2024) |                                                                               |                                                                           |                                                                  |
| Épreuve                                       | Vainqueur                                                                     | Deuxième                                                                  | Troisième                                                        |
| Bob à 2 - Hommes                              | Allemagne Francesco Friedrich Alexander Schüller                              | Allemagne Johannes Lochner Joshua Tasche                                  | Allemagne Adam Ammour Benedikt Hertel                            |
| Bob à 4 - Hommes                              | Allemagne Francesco Friedrich Thorsten Margis Alexander Schüller Felix Straub | Allemagne Johannes Lochner Florian Bauer Joshua Tasche Georg Fleischhauer | Allemagne Adam Ammour Nick Stadelmann Erik Leypold Rupert Schenk |
| Monobob - Femmes                              | Breeana Walker                                                                | Elana Meyers Taylor                                                       | Cynthia Appiah                                                   |
| Bob à 2 - Femmes                              | Allemagne Kim Kalicki Leonie Fiebig                                           | Royaume-Uni Adele Nicoll Kya Placide                                      | Allemagne Laura Nolte Claudia Schüssler                          |

### Résultats officiels
1. ↑  (en) « Yanqing : 2-man Bobsleigh », sur ibsf.org, 17 novembre 2023 (consulté le 24 novembre 2023).
2. ↑  (en) « Yanqing : 4-man Bobsleigh », sur ibsf.org, 18 novembre 2023 (consulté le 24 novembre 2023).
3. ↑  (en) « Yanqing : 4-man Bobsleigh », sur ibsf.org, 19 novembre 2023 (consulté le 24 novembre 2023).
4. ↑  (en) « La Plagne : 2-man Bobsleigh », sur ibsf.org, 9 décembre 2023 (consulté le 12 décembre 2023).
5. ↑  (en) « La Plagne : 4-man Bobsleigh », sur ibsf.org, 10 décembre 2023 (consulté le 12 décembre 2023).
6. ↑  (en) « La Plagne : Women’s Monobob », sur ibsf.org, 8 décembre 2023 (consulté le 12 décembre 2023).
7. ↑  (en) « La Plagne : 2-woman Bobsleigh », sur ibsf.org, 10 décembre 2023 (consulté le 12 décembre 2023).
8. ↑  (en) « Innsbruck : 2-man Bobsleigh », sur ibsf.org, 16 décembre 2023 (consulté le 18 décembre 2023).
9. ↑  (en) « Innsbruck : 4-man Bobsleigh », sur ibsf.org, 17 décembre 2023 (consulté le 18 décembre 2023).
10. ↑  (en) « Innsbruck : Women’s Monobob », sur ibsf.org, 15 décembre 2023 (consulté le 18 décembre 2023).
11. ↑  (en) « Innsbruck : Women’s Monobob », sur ibsf.org, 16 décembre 2023 (consulté le 18 décembre 2023).
12. ↑  (en) « Innsbruck : 2-woman Bobsleigh », sur ibsf.org, 17 décembre 2023 (consulté le 18 décembre 2023).
13. ↑  (en) « Saint-Moritz : 2-man Bobsleigh », sur ibsf.org, 13 janvier 2024 (consulté le 16 janvier 2024).
14. ↑  (en) « Saint-Moritz : 4-man Bobsleigh », sur ibsf.org, 14 janvier 2024 (consulté le 16 janvier 2024).
15. ↑  (en) « Saint-Moritz : Women’s Monobob », sur ibsf.org, 13 janvier 2024 (consulté le 16 janvier 2024).
16. ↑  (en) « Innsbruck : 2-woman Bobsleigh », sur ibsf.org, 14 janvier 2024 (consulté le 16 janvier 2024).
17. ↑  (en) « Lillehammer : 2-man Bobsleigh », sur ibsf.org, 27 janvier 2024 (consulté le 31 janvier 2024).
18. ↑  (en) « Lillehammer : 4-man Bobsleigh », sur ibsf.org, 28 janvier 2024 (consulté le 31 janvier 2024).
19. ↑  (en) « Lillehammer : Women’s Monobob », sur ibsf.org, 27 janvier 2024 (consulté le 31 janvier 2024).
20. ↑  (en) « Lillehammer : 2-woman Bobsleigh », sur ibsf.org, 28 janvier 2024 (consulté le 31 janvier 2024).
21. ↑  (en) « Sigulda : 2-man Bobsleigh », sur ibsf.org, 3 février 2024 (consulté le 5 février 2024).
22. ↑  (en) « Sigulda : Women’s Monobob », sur ibsf.org, 3 février 2024 (consulté le 5 février 2024).
23. ↑  (en) « Sigulda : 2-woman Bobsleigh », sur ibsf.org, 2 février 2024 (consulté le 5 février 2024).
24. ↑  (en) « Sigulda : 2-woman Bobsleigh », sur ibsf.org, 4 février 2024 (consulté le 5 février 2024).
25. ↑  (en) « Altenberg : 2-man Bobsleigh », sur ibsf.org, 17 février 2024 (consulté le 25 février 2024).
26. ↑  (en) « Altenberg : 4-man Bobsleigh », sur ibsf.org, 18 février 2024 (consulté le 25 février 2024).
27. ↑  (en) « Altenberg : Women’s Monobob », sur ibsf.org, 17 février 2024 (consulté le 25 février 2024).
28. ↑  (en) « Altenberg : 2-woman Bobsleigh », sur ibsf.org, 18 février 2024 (consulté le 25 février 2024).
29. ↑  (en) « Lake Placid : 2-man Bobsleigh », sur ibsf.org, 22 mars 2024 (consulté le 25 mars 2024).
30. ↑  (en) « Lake Placid : 4-man Bobsleigh », sur ibsf.org, 23 mars 2024 (consulté le 25 mars 2024).
31. ↑  (en) « Lake Placid : Women’s Monobob », sur ibsf.org, 22 mars 2024 (consulté le 25 mars 2024).
32. ↑  (en) « Lake Placid : 2-woman Bobsleigh », sur ibsf.org, 23 mars 2024 (consulté le 25 mars 2024).